# تپه سیاه‌چغا ۲
تپه سیاه چغا ۲ مربوط به سده‌های میانه و متاخر دوران‌های تاریخی پس از اسلام است و در شهرستان کرمانشاه، بخش ماهیدشت، دهستان ماهیدشت، جنوب شرق روستای سیاه چغای علیا واقع شده و این اثر در تاریخ ۷ اسفند ۱۳۸۶ با شمارهٔ ثبت ۲۱۷۵۰ به‌عنوان یکی از آثار ملی ایران به ثبت رسیده است.